# Csíkosbegyű tüskecsőr
A csíkosbegyű tüskecsőr (Acanthiza lineata) a madarak osztályának verébalakúak (Passeriformes) rendjébe, az ausztrálposzáta-félék (Acanthizidae) családjába tartozó  faj.

## Rendszerezése
A fajt John Gould írta le 1838-ban.

## Alfajai
- Acanthiza lineata alberti Mathews, 1920
- Acanthiza lineata clelandi Mathews, 1912
- Acanthiza lineata lineata Gould, 1838
- Acanthiza lineata whitei Mathews, 1912[2]

## Előfordulása
Ausztrália keleti részén honos. A természetes élőhelye szubtrópusi és trópusi síkvidéki esőerdők, lombhullató erdők, mérsékelt övi erdők, mangroveerdők, szavannák és cserjések, valamint szántók és városi régiók.

## Megjelenése
Testhossza 9–11 centiméter, testtömege 7 gramm.
|  |

## Életmódja
Pókokkal, rovarlárvákkal, bogarakkal és legyekkel táplálkozik.